# Arivechi, Sonora
Arivechi este o localitate și sediul municipalității omonime, Arivechi din statul Sonora, Mexic.

## Istoric
Așezarea a fost fondată sub numele de San Javier de Arivechi, în 1627 de către misionarul iezuit Pedro Méndez. Locurile aparținuseră tribului Opata, care l-a cedat sistemului misiunilor iezuite prin intemediul Rectorado de San Francisco de Borja, alături de locuitori nativi cunoscuți sub numele de Pónida y Bacanora. Arivechi a devenit municipalitate în 1632.

## Geografie
Localitatea Arivechi se găsește în partea central estică a statului Sonora la coordonatele 28°55' "N și 109°11'"V, la o altitudine de 556 de metri. Se învecinează la nord, est și sud cu municipalitatea Sahuaripa, iar la vest cu municipalitatea Bacanora.  Întreaga suprafață a unității administrative este de 738,8 km2, ]. 

## Demografie
Populația municipalității fusese de 1.280 de locuitori (conform estimării din 2005), dintre care 866 locuiau în reședința municipalității. ]